# Esterházy Dániel
Báró galántai Esterházy Dániel (Galánta, 1585. július 26. – Sempte, 1654. június 14.) magyar főnemes, nádorjelölt, az Esterházy család cseszneki ágának alapítója.

## Élete
Esterházy Ferenc pozsonyi alispán és Illésházy Zsófia fia volt. Aranysarkantyús lovaggá avatták, császári-királyi tanácsos volt, majd 1647-ben és 1649-ben az adószámadást vizsgáló bizottság tagja. Nádorságra is jelölték. Ő szerezte meg családjának Csesznek várát.

## Házassága és leszármazottjai
1623. február 20-án Lakompakban vette feleségül rumi és rábadoroszlói Rumy Juditot (1606–1663), Rumy Mihály és Debreczenyi Anna lányát, Gáta úrnőjét, akinek tőle húsz gyermeke született.